# Jasnaja Poljana (oblast Kaliningrad)
Jasnaja Poljana (Duits: Trakehnen, Russisch: Ясная Поляна, "lichte open plek in het bos") is een dorp in de Russische oblast Kaliningrad (het noordelijke deel van het vroegere Oost-Pruisen) ten zuidoosten van het Rode Bos (Krasny Les of Rominckabos).
Tot 1945 (toen het in handen van de Sovjets kwam), droeg het de Duitse naam Trakehnen (Litouws: Trakėnai, Pools: Trakany). Opvallend is, dat ook de naam Trakehnen oorspronkelijk "open plek in het bos" betekent. Het zou zijn afgeleid van het Oudpruisische woord trakis, dat "groot moeras" betekende. Het gebied werd drooggelegd in 1731.
In 1731 werd het gesticht door de Pruisische koning Frederik Willem. Trakehnen werd wereldvermaard, doordat in 1732 de koninklijke Pruisische stoeterij er gevestigd werd. Met behulp van Engelse volbloeds werden de hier reeds aanwezige paardenrassen veredeld tot uitstekende militaire en rijpaarden, de befaamde Trakehners. Van de statige, typisch Oostpruisische gebouwen uit die tijd staat nog maar weinig overeind. Eén gebouw dient als museum.

## Externe link

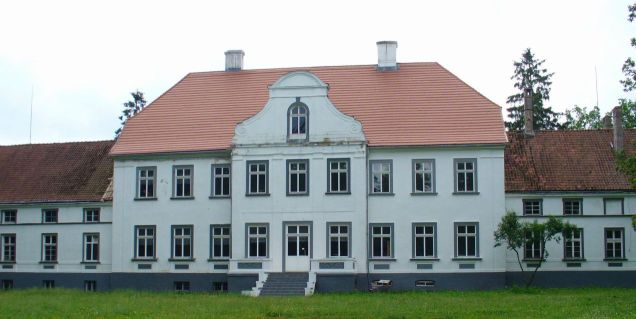
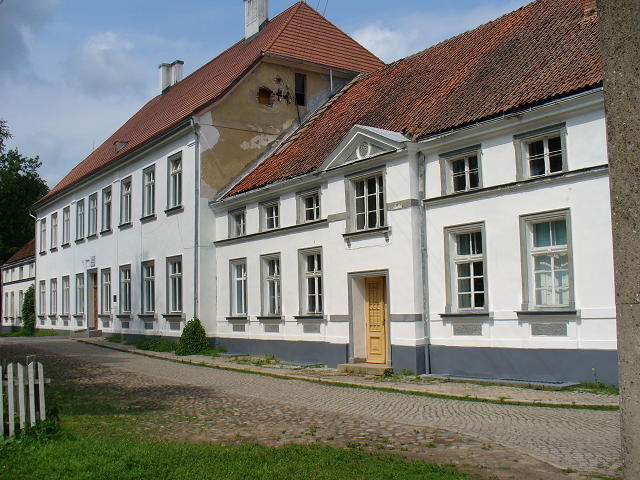
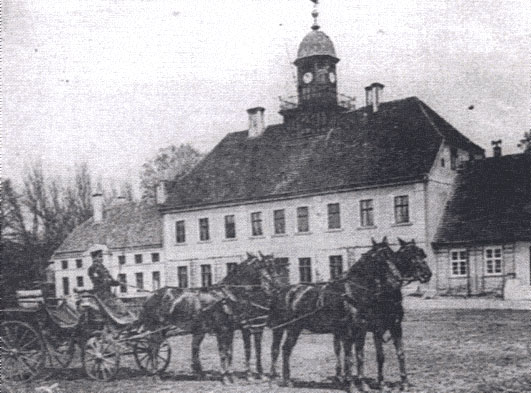
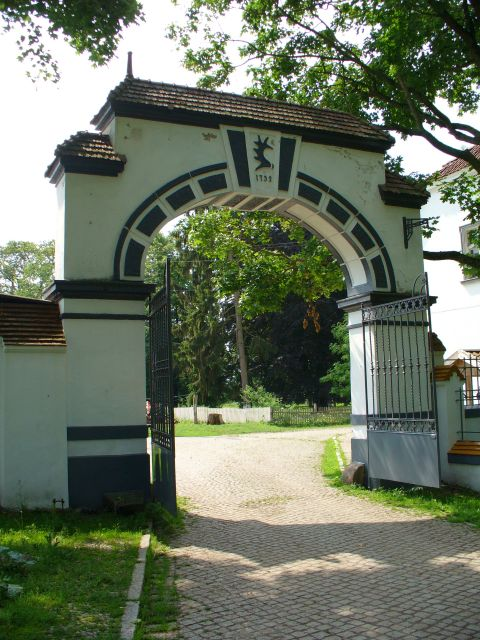
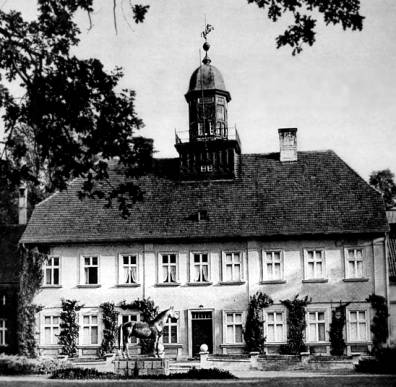